# Ramblin'
Ramblin' è il primo album in studio della cantautrice statunitense Lucinda Williams, pubblicato nel 1979. 

## Il disco
Il disco, intitolato originariamente Ramblin' on My Mind, contiene una selezione di brani tradizionali del repertorio blues e country.

## Tracce
Side 1
1. Ramblin' on My Mind (Robert Johnson)
2. Me and My Chauffeur (Clifton Chenier, Memphis Minnie)
3. Motherless Children (trad.)
4. Malted Milk Blues (Robert Johnson)
5. Disgusted (Melvin Jackson)
6. Jug Band Music (Memphis Jug Band)
7. Stop Breakin' Down (Robert Johnson)

Side 2
1. Drop Down Daddy (Sleepy John Estes, Hammie Nixon, orig. Drop Down Mama)
2. Little Darling Pal of Mine (A.P. Carter)
3. Make Me Down a Pallet on Your Floor (trad.)
4. Jambalaya (On the Bayou) (Hank Williams)
5. Great Speckled Bird (Roy Acuff, A.P. Carter, Reverend Guy Smith, trad.)
6. You're Gonna Need That Pure Religion (trad.)
7. Satisfied Mind (Joe Hayes, Jack Rhodes)